# 平野和盛
平野 和盛（ひらの かずもり）はテーブルトークRPG『異能使い』のデザイナー。同作で第一回ゲーム・フィールド大賞の入選を受賞している。
学生時代にテーブルトークRPGを知ったがなかなかプレイできない鬱憤を晴らすため、中学時代からテーブルトークRPGのデザインを行うようになる。アマチュアとしていくらかの作品を作り出していった後、2000年に「セブン＝フォートレスのリプレイが載っているから」という理由で初めて手にしたゲーマーズ・フィールド誌でゲーム・フィールド大賞の応募を目にし、自作の『異能使い』を送ってみたところ入選を受賞した。また、受賞以前は同誌で行なわれているイラストコーナーにも同じペンネームでイラストを投稿しており、度々掲載されていた。
本業はCG製作関係の仕事についているらしく、その関係でエンターブレインに派遣されていた時期がある。それがちょうど商品版の『異能使い』の開発時期と被っていたため、その縁によりゲーム・フィールドでなくエンターブレインから発売されるようになった。このことはゲーム・フィールド大賞にとっては大きな前例となり、以後、ゲーム・フィールド大賞受賞作であっても流通の強い大手出版社から出されるゲームも増えていくことになる。
『異能使い』のイラストを手がけている有馬かつみはアマチュア時代にも同ゲームのイラストを担当していた。